# Synagoge (Kolín)

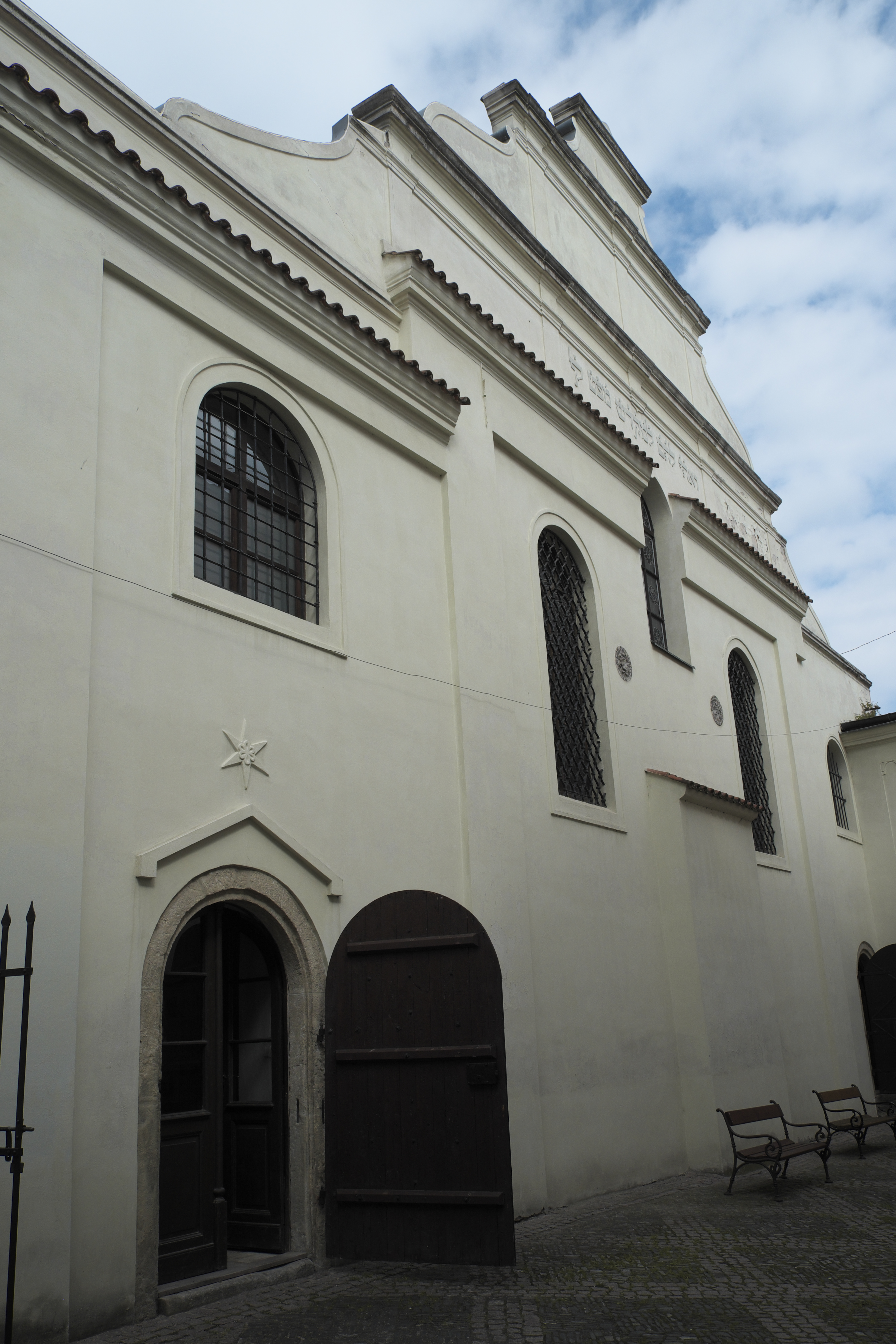
Synagoge in Kolín

Die Synagoge in Kolín (deutsch Kolin, älter auch Köln an der Elbe), einer tschechischen Gemeinde im Bezirk Okres Kolín in der mittelböhmischen Region Středočeský kraj, wurde in der zweiten Hälfte des 17. Jahrhunderts an der Stelle einer älteren Synagoge errichtet. Sie ist – wenn man Prag nicht mitrechnet – die älteste Synagoge in Tschechien und die größte, die bis zum 18. Jahrhundert in Böhmen und Mähren gebaut wurde.

## Lage
Die profanierte Synagoge befindet sich in der Straße Na hradbách, die früher zusammen mit der heutigen Straße Karoliny Světlé die Gasse Židovská (deutsch Judengasse) bildeten, also im Zentrum des damaligen Ghettos von Kolín. Die Synagoge ist versetzt und von der Straße kaum zu sehen, weil davor drei Gebäude stehen, darunter die ehemalige jüdische Schule (ursprünglich im 14./15. Jahrhundert erbaut, später zum sog. „Haus des Rabbiners“ umwidmet, heute Nr. 126). Noch zu Anfang des 19. Jahrhunderts führte von der Straße Na hradbách eine kleine Gasse zu der Synagoge, die dann aber 1844–1846 durch den Bau des Hauses (Nr. 157) geschlossen wurde. Danach kann man den Hof mit der Synagoge nur durch die Schule erreichen.

## Geschichte

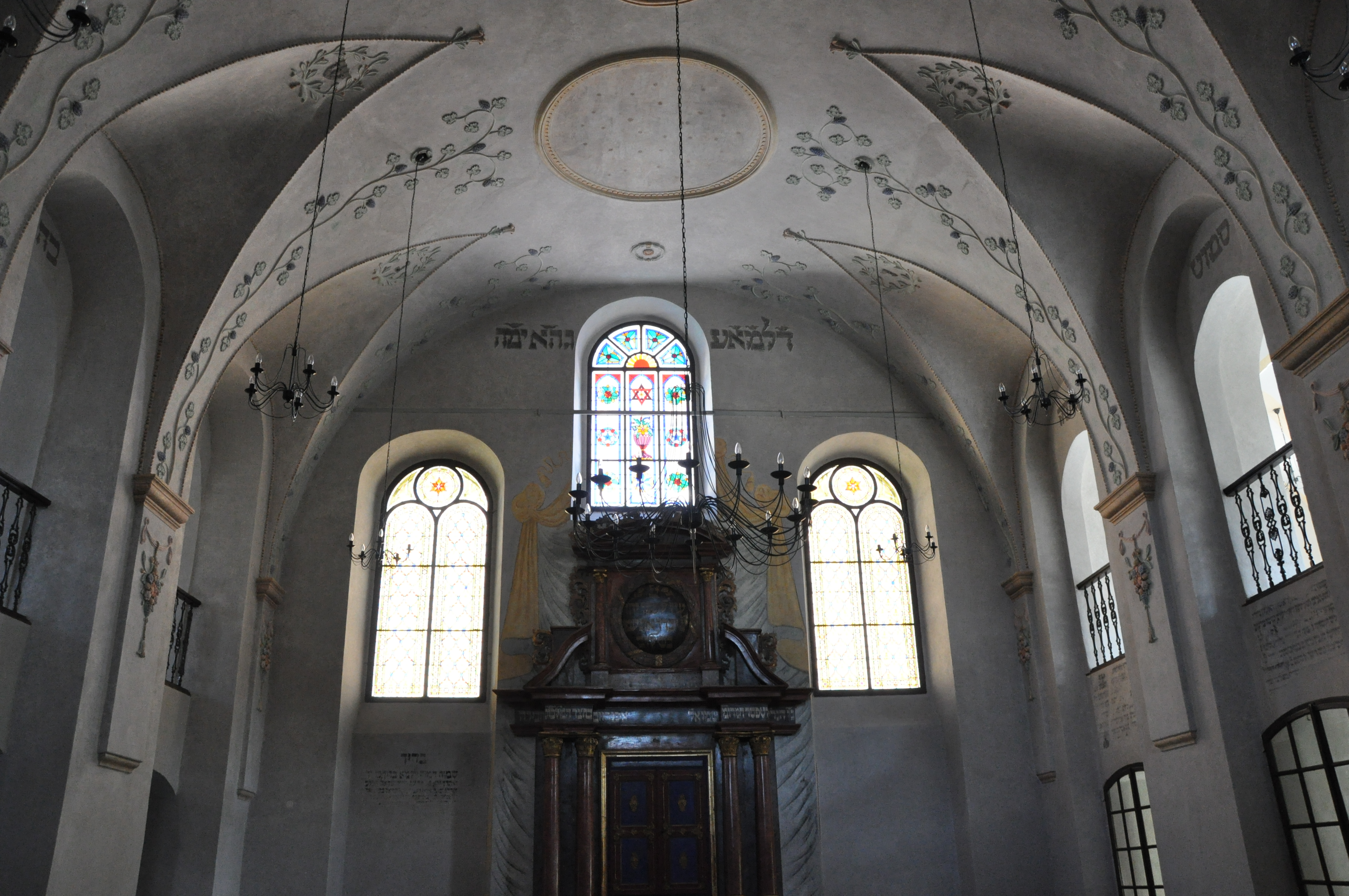
Innenansicht mit Toraschrein

An der Wende des 14. und 15. Jahrhunderts entstand an der Stelle eine Synagoge, die 1402 als ein hölzerner Bau erwähnt wird. Sie wurde offenbar 1422 umgebaut oder restauriert, was der Inschrift „Synagoge 1422 repariert“ auf einem Gedenkstein, der in die östliche Fassade eingesetzt wurde, zu entnehmen ist. In der ersten Hälfte des 17. Jahrhunderts wurde sie durch ein Feuer beschädigt.
In den Jahren 1642 bis 1696 entstand hier ein neues Gebäude im Stil der Renaissance und Frühbarock, das in den Folgejahren umgebaut und erweitert wurde. 1721 wurden Anbauten im Westen und an beiden Seiten hinzugefügt, 1815 kam es zu einer Erweiterung in Richtung der angrenzenden Stadtbefestigungsmauer, von 1844 bis 1846 wurden die letzten kleineren Veränderungen durchgeführt.
Während der deutschen Besetzung diente die Synagoge von 1942 bis 1945 als Lager für Uniformen der Wehrmacht und SS.
Nach dem Zweiten Weltkrieg gründete sich in Kolin wieder eine jüdische Gemeinde und es wurden wieder Gottesdienste abgehalten. Nach dem Weggang des Rabbiners Richard Feder verlor die recht kleine Gemeinde Interesse an Gottesdiensten, die ab 1953/55 nicht mehr stattfanden. 1955 übernahm der tschechoslowakische Staat die Verwaltung, 1958 wurde die Synagoge zum nationalen Kulturdenkmal erklärt. Die Synagoge wurde zeitweise ebenfalls als Lager beziehungsweise Depot eines Museums benutzt. In den Jahren 1990 bis 2000 wurde eine Generalrekonstruktion durchgeführt.

## Innenräume

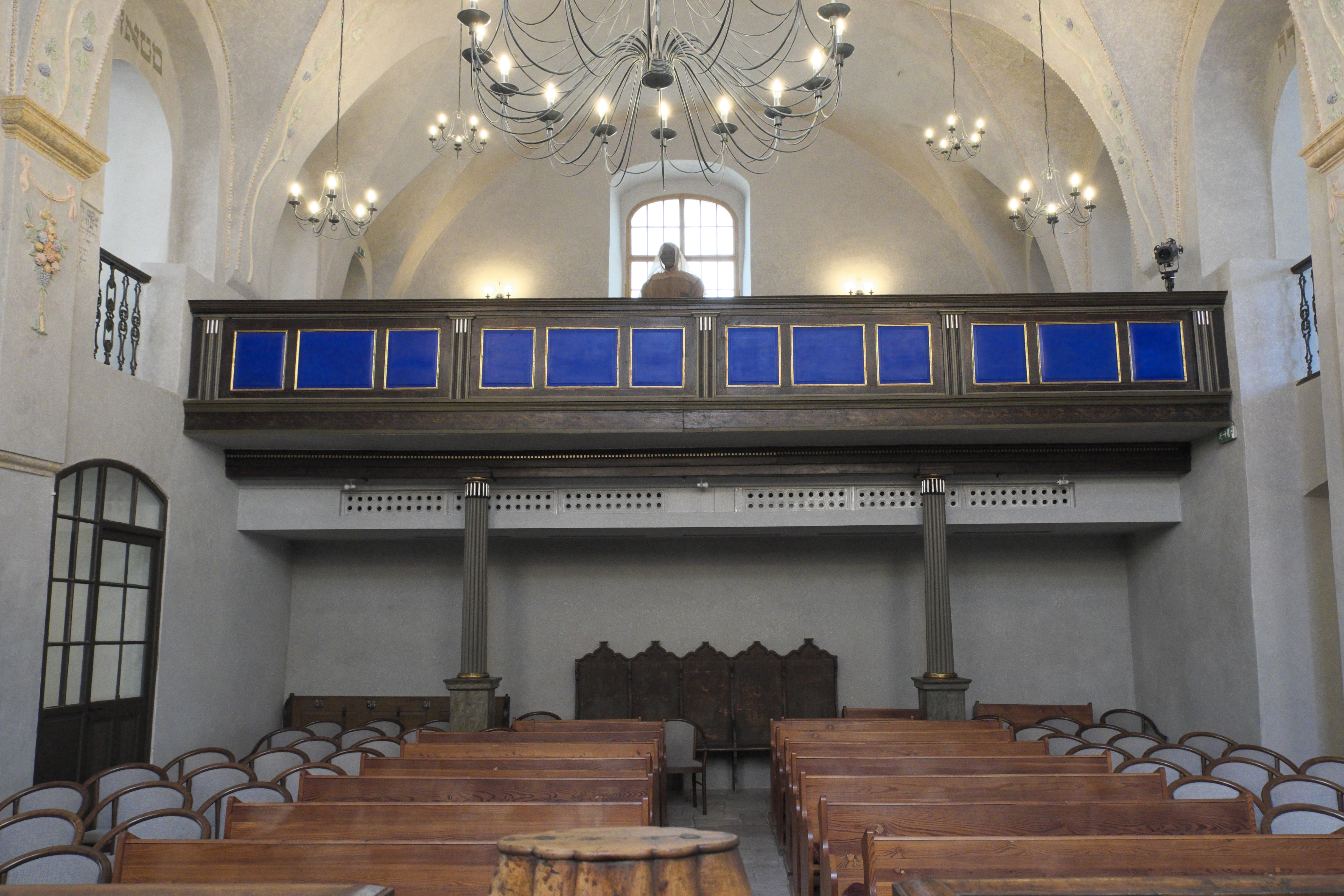
Westseite mit Empore

In der zentralen Halle öffnen sich in halbkreisförmigen Arkaden Seitenräume, dort führt ein Treppenaufgang zur Frauenempore. Über den Seitenräumen befinden sich separate Kleiderschränke für Frauen. Der Toraschrein (Aron ha-Qodesch, der heilige Schrein‘) aus dem Ende des 17. Jahrhunderts ist erhalten. Die Inschrift mit einer Widmung ist 1696 datiert und stammt von Samuel Oppenheimer aus Wien, einem Onkel des Prager Oberrabbiners David Oppenheimer. Auf den Seiten der Synagoge befinden sich hebräische Inschriftenfragmente.
Der Hauptinnenraum hat ein barockes Gewölbe mit einer reichen Stuckatur aus der Zeit um 1700: Reliefdarstellungen von Obstblüten und Weinreben mit Trauben – in der jüdischen Symbolik gleichbedeutend mit Weisheit, sowie mit Weinranken, welche die zwölf Stämme Israels symbolisieren. Oberhalb der südlichen Empore befinden sich die Inschriften „Samt“, „Matan“, „Damast“ und „Atlas“ – Abkürzungen für einzelne Psalmen, welche die Juden zu den sog. Ketuvim zählen, d. h. zu Schriften, einem Teil des Tanach.
Der Leuchter und Teile der Inneneinrichtung befinden sich seit Ende des Zweiten Weltkrieges in der Synagoge Temple Emmanuel in Denver in den USA. Nach der Auflösung der Synagoge in den 1950er Jahren hatte das damals staatliche Jüdische Museum in Prag die meisten kleineren Inventargegenstände übernommen.

Innenraum der Synagoge, Wände mit Stuckatur
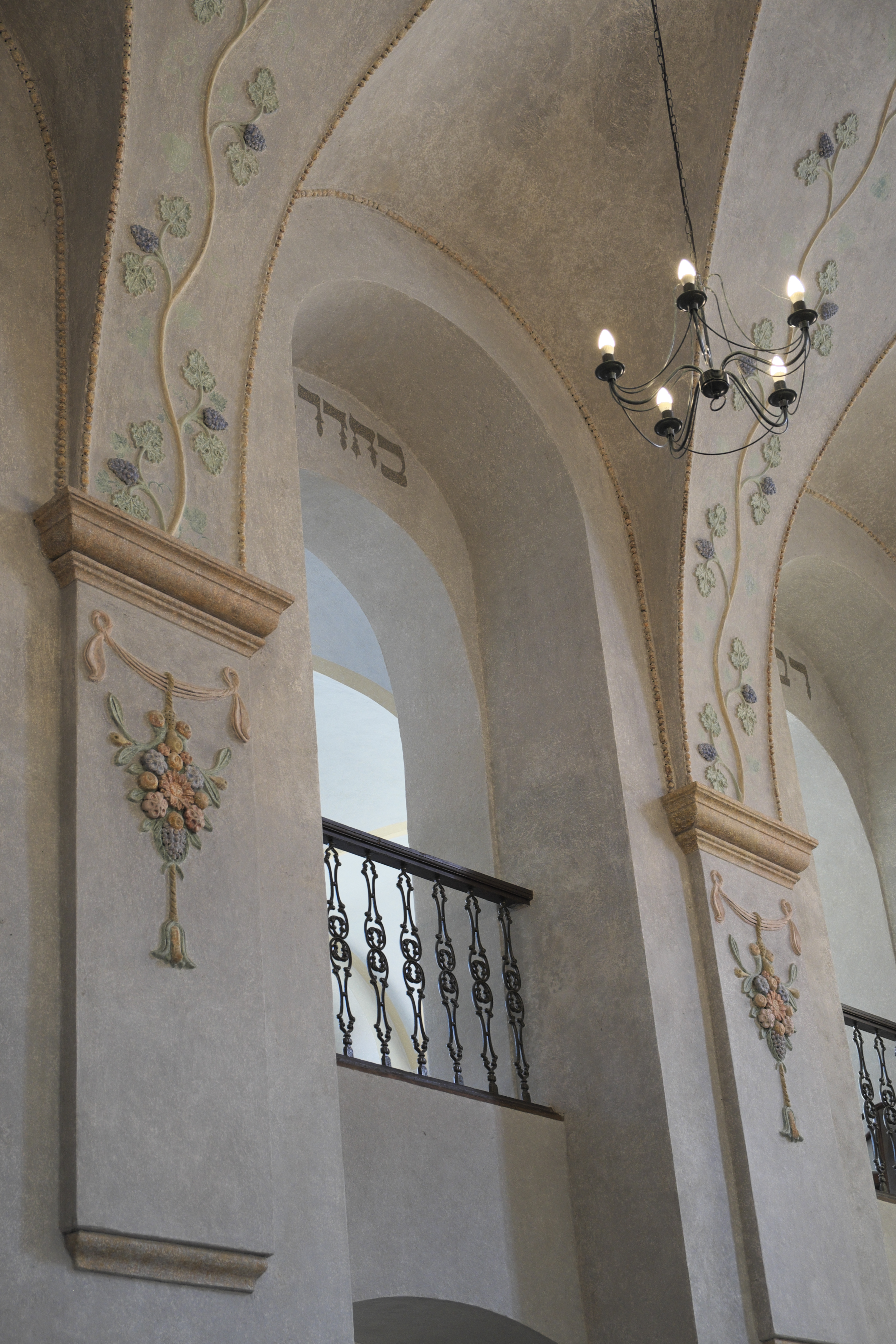
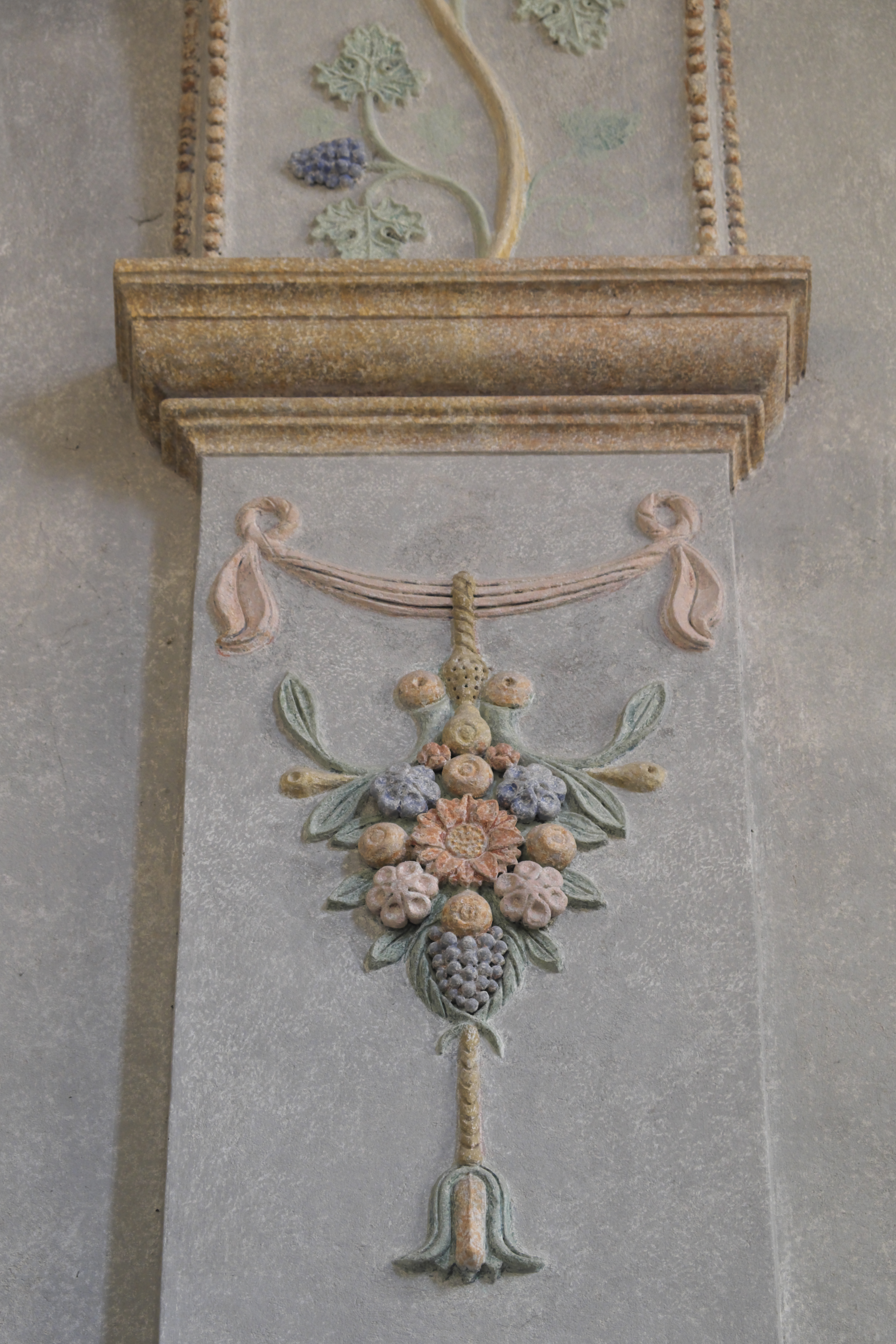
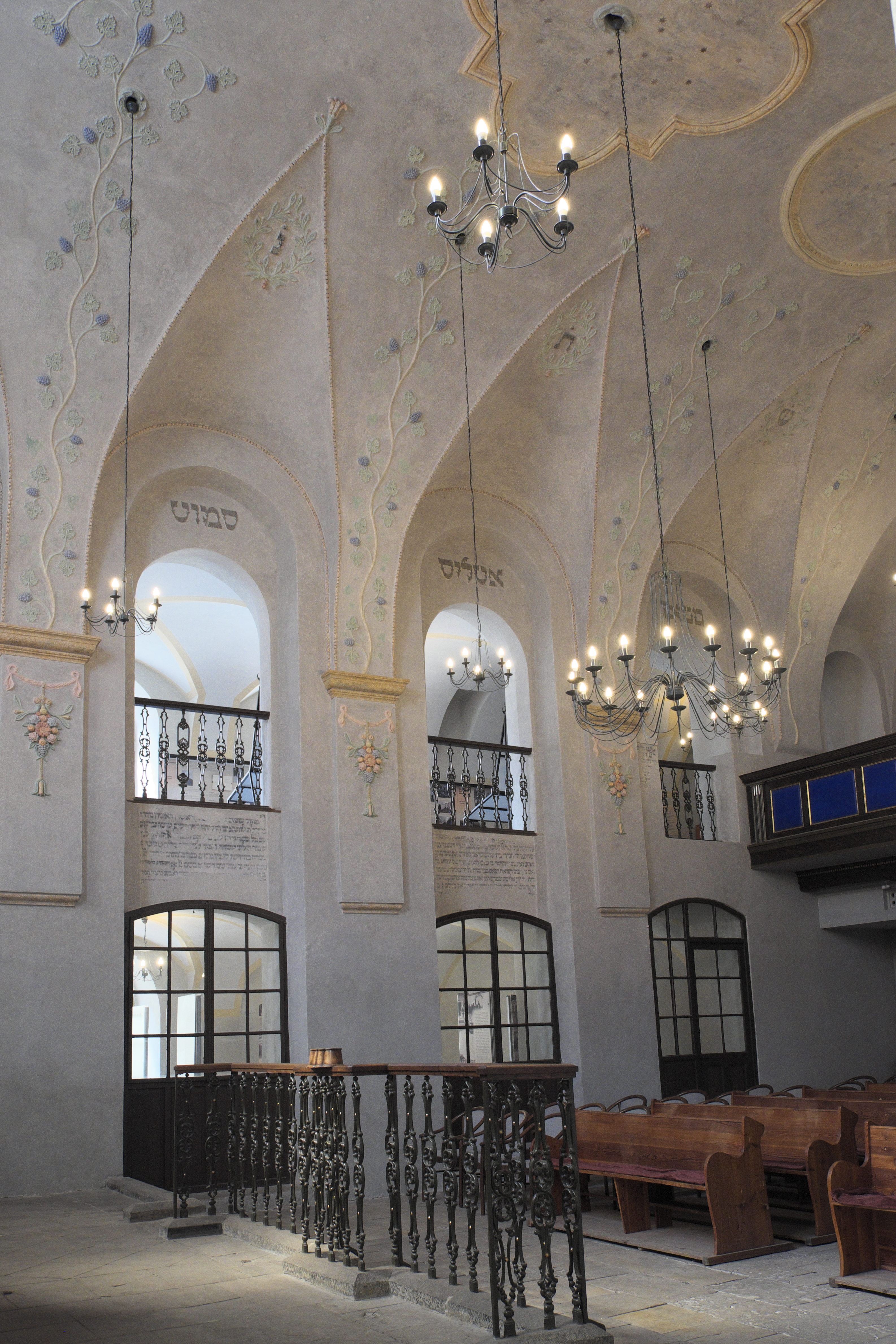